# Grange Park Opera

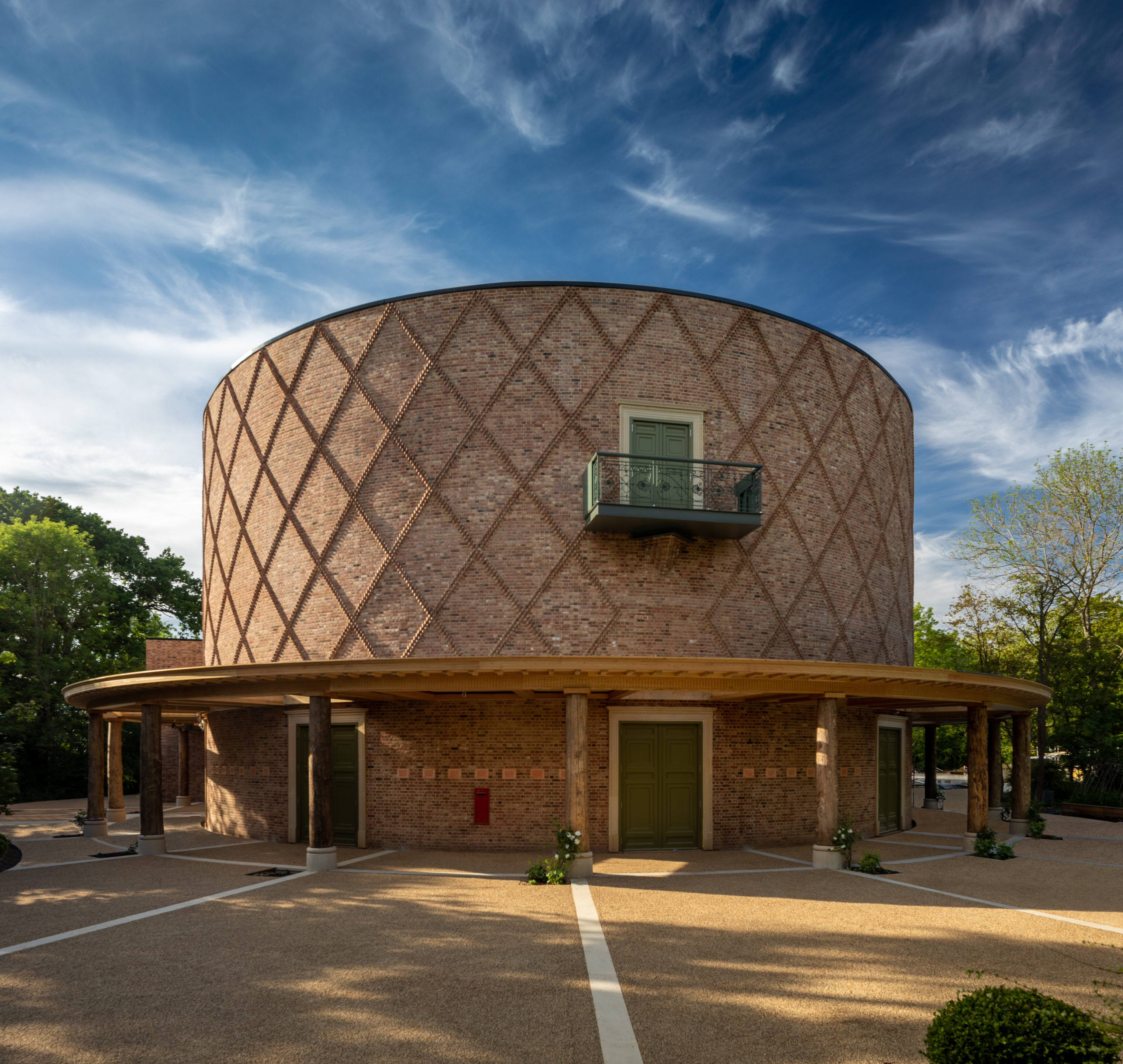
O "Theatre in the Woods" da Grange Park Opera (foto: Richard Lewisohn)

A Grange Park Opera é uma companhia de ópera profissional com sede em West Horsley Place em Surrey, Inglaterra. A companhia organiza desde 1988, o ano da sua fundação, um festival de ópera anual, inicialmente no The Grange, em Hampshire, e, a partir da temporada 2016-17, no seu novo teatro de ópera, o "Theatre in the Woods", em West Horsley Place, uma propriedade de 350 acres herdada pelo autor e locutor Bamber Gascoigne em 2014.

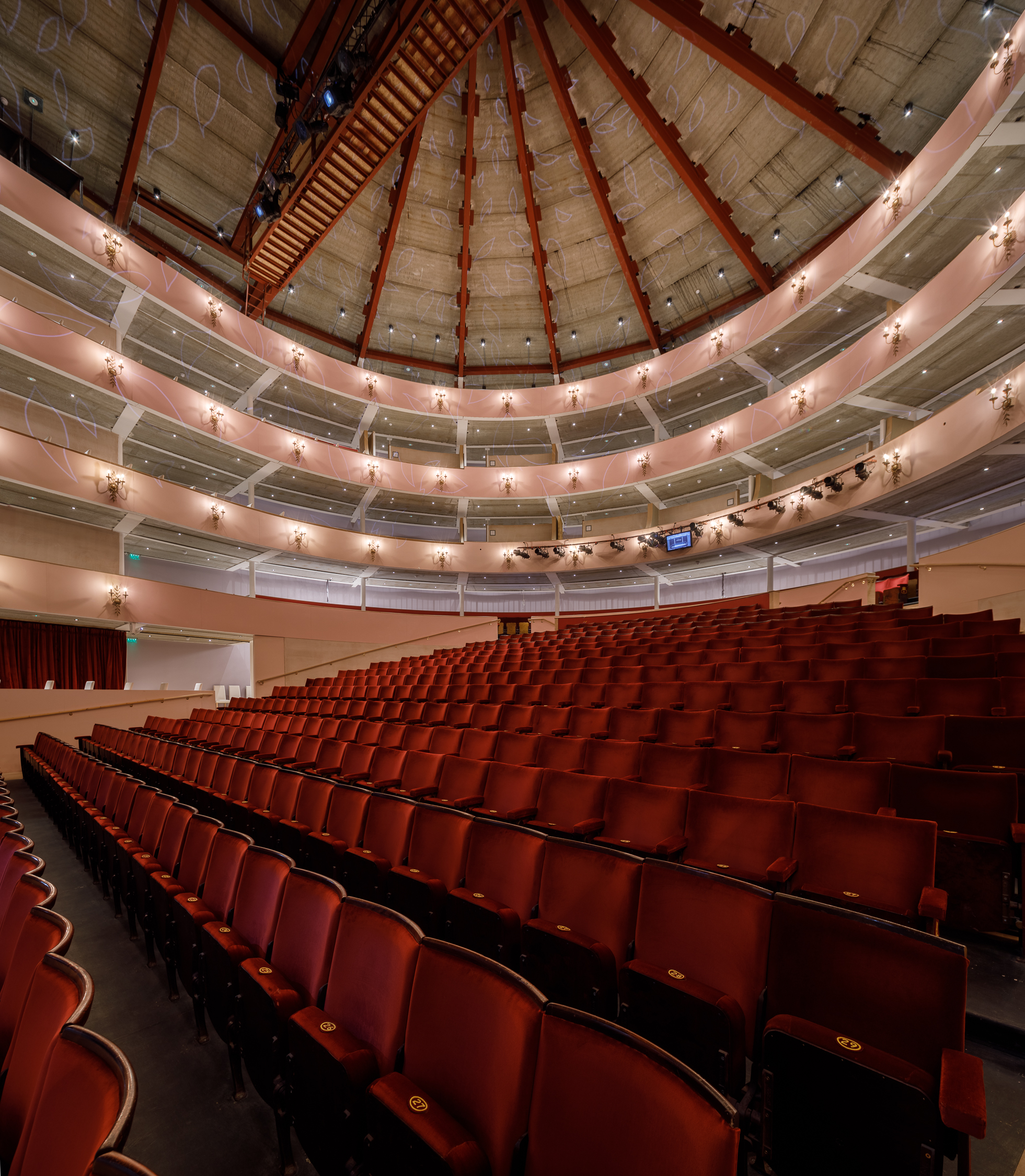
O auditório com 700 lugares no Grange Park Opera (foto: Richard Lewisohn)

Entres os cantores que se apresentaram com a Grange Park Opera incluem-se Bryn Terfel, Simon Keenlyside, Joseph Calleja, Claire Rutter, Rachel Nicholls, Bryan Register, Susan Gritton, Wynne Evans, Sally Matthews, Alfie Boe, Robert Poulton, Jeffrey Lloyd-Roberts, Sara Fulgoni, Clive Bayley e Alistair Miles. Nos últimos anos, o repertório incluiu também musicais: Fiddler on the Roof em 2015 e Oliver! em 2016. Fiddler on the Roof foi posteriormente encenado no Royal Albert Hall como parte do 2015 BBC Proms.
A Grange Park Opera é uma organização sem fins lucrativos. Em parceria com a Pimlico Opera, fundada em 1987, tem vindo desde 1991 a encenar co-produções em prisões, com uma audiência de mais de 50.000 espectadores.

## História

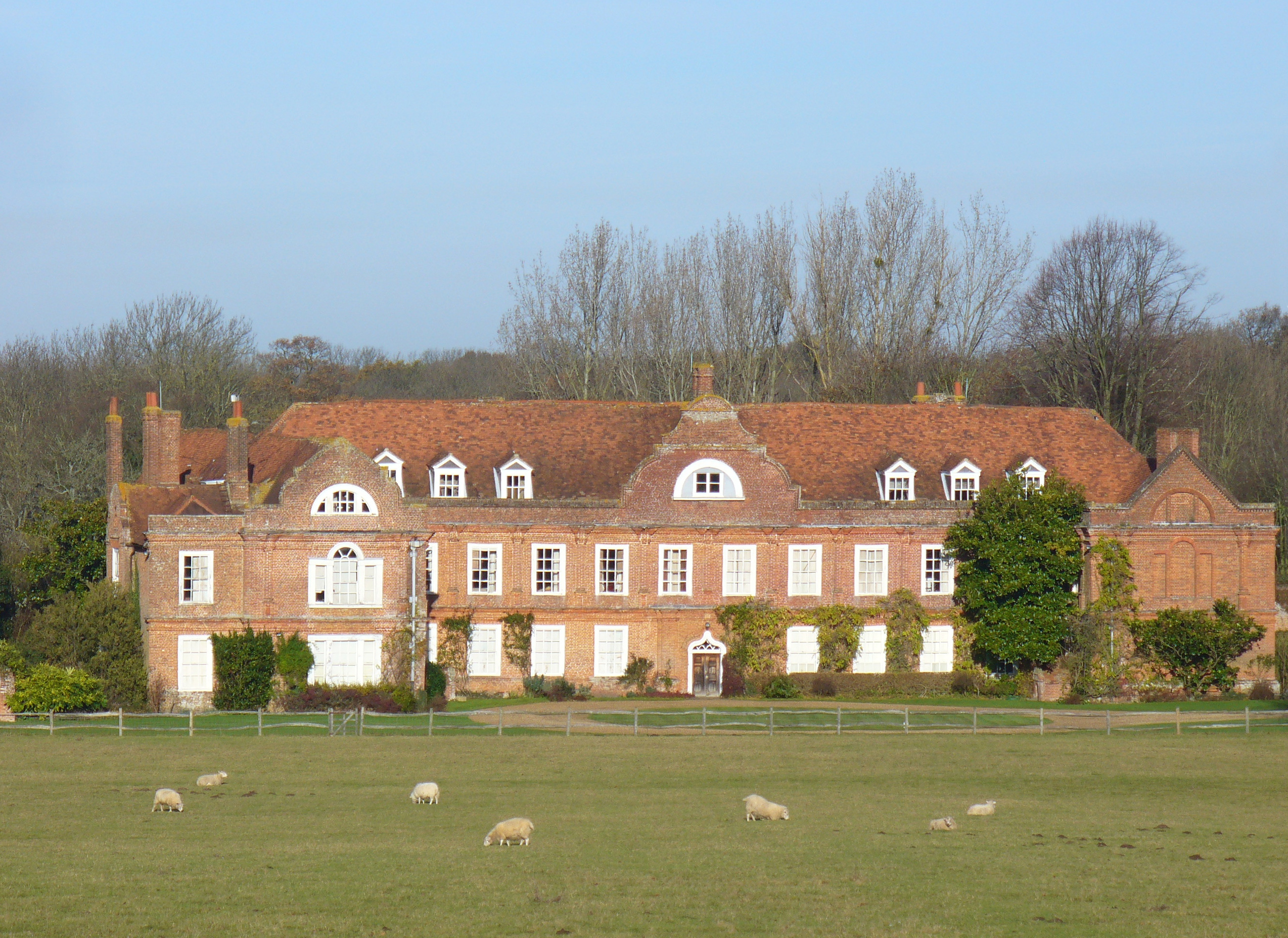
West Horsley Place em Surrey, onde a Grange Park Opera se apresenta durante a temporada de verão

Em 1998, a Grange Park Opera fez celebrou um contrato de arrendamento com a English Heritage, responsáveis pela gestão da mansão The Grange, em Northington, e os seus proprietários, a família Baring. Durante as quatro primeiras temporadas, as apresentações decorreram na Orangery, na qual foram montados lugares para o público, palco e poço da orquestra. Para a temporada de 2002, a companhia de ópera fez mudanças significativas no auditório, que foi ampliado. A lotação foi aumentada para 550 lugares, em dois níveis.
Na temporada de 2000, o repertório foi expandido para três óperas, num calendário de cinco semanas, e, em 2013, para quatro óperas.
Em 2003, a temporada do Grange Park Opera foi alargada à povoação de Nevill Holt, perto de Market Harborough, em Leicestershire, onde foi construído num estábulo um teatro de 300 lugares. Em 2012, o Grange Park Opera cedeu a organização da temporada de Leicestershire à recém-formada companhia Nevill Holt Opera .
Em março de 2015, os Barings, inesperadamente, rescindiram o contrato de arrendamento, o que obrigou a Grange Park Opera a procurar novas instalações. Foi selecionado um terreno para construir um novo teatro de ópera, West Horsley Place, Guildford, perto de Londres, numa propriedade de 350 acres herdada pelo autor e locutor Bamber Gascoigne. Os trabalhos de construção do novo teatro de ópera, inspirada no La Scala, com 5 pisos, começaram em 2016. A primeira fase do projeto ficou pronta a tempo para uma produção de Tosca, com Joseph Calleja, que estreou em 8 de junho de 2017. A segunda fase da obra começou após o festival de 2017 e incluiu trabalhos de alvenaria exterior e um Lavatorium Rotundum.

## Histórico de performances
A empresa encenou repertório tradicional e inovador, incluindo:
- 1998: Gala de Inauguração, incluindo uma apresentação da Grimethorpe Colliery Band, As Bodas de Figaro, de Mozart.
- 1999: L'Heure Espagnole, de Ravel, Breasts of Tiresias, de Poulenc e a Grimethorpe Colliery Band.,
- 2000: Mikado, de Gilbert & Sullivan, Eugene Onegin, de Tchaikovsky, e Rinaldo de Handel.
- 2001: Cosi fan tutte, de Mozart, Capuleti ei Montecchi, de  Bellini, e Fortunio, de André Messager.
- 2002: La Traviata, de Verdi, Cole Porter Anything Goes (com Kim Criswell e Graham Bickley ), e Turn of the Screw, de Britten.
- 2003: La bohème, de Puccini, Iolanthe, de Gilbert & Sullivan, e Le roi malgré lui, de Chabrier.
- 2004: Cenerentola, de Rossini, The Feitice, de Tchaikovsky, Wonderful Town, de Bernstein e, em, Nevill Holt, Cosi fan tutte, de Mozart.
- 2005: Mozart Don Giovanni, Rodgers &amp; Hammerstein South Pacific, Donizetti Maria Stuarda e em Nevill Holt Donizetti Elixir of Love
- 2006: Mozart Le Nozze di Figaro, Massenet Thaïs, Donizetti Elixir do Amor, recital de Bruce Ford e em Nevill Holt Rossini Barber de Sevilha
- 2007: Mozart Magic Flute, Prokofiev The Gambler, Verdi Falstaff, uma apresentação de concerto de Handel Semele, celebração do 10º aniversário: London Symphony Orchestra, Kings Singers, O Duo, Boy Blue, Kit &amp; the Widow, e em Nevill Holt Bellini I Capuletti e I Montecchi (revival)
- 2008: Offenbach Blue Beard, Dvorak Rusalka, Puccini La fanciulla del West, Brideshead Revisited (filme), Bryn Terfel recital, Prima ballerina Mara Galeazzi e amigos do Royal Ballet e em Nevill Holt Verdi Falstaff (revival) e apresentações de Purcell Julgamento Dido & Aeneas e Congreve de Paris
- 2009: Cavalli Eliogabalo, Janacek The Cunning Little Vixen, Bellini Norma, um concerto de Wagner Flying Dutchman, uma noite de folia: Ray Davies of The Kinks, BalletBoyz, O Duo, Harry o Piano, Brahms sexteto tocado por membros do London Orquestra Sinfônica e em Nevill Holt Verdi Rigoletto
- 2010: Puccini Tosca, Richard Strauss Capriccio, Prokofiev Love for Three Oranges , Jazz Evening com a banda Henry Armburg Jennings e Nevill Holt Puccini Madama Butterfly
- 2011: Verdi Rigoletto, Dvorak Rusalka, Wagner Tristan & Isolde, Bryn Terfel e em Nevill Holt Puccini Tosca
- 2012: Puccini Madama Butterfly, Mozart Idomeneo, Tchaikovsky A Rainha de Espadas, concerto de 15º aniversário com Simon Keenlyside e a Orquestra Sinfônica de Bournemouth, e em Nevill Holt Tchaikovsky Eugene Onegin
- 2013: Poulenc Les Carmelites, Tchaikovsky Eugene Onegin, Bellini I puritani, Joseph Calleja e Messager Fortunio
- 2014: Verdi La traviata , Britten Peter Grimes, Massenet Don Quichotte e Tchaikovsky Queen of Spades (revival)
- 2015: Stein Fiddler on the Roof, Puccini La Boheme, Saint-Saëns Samson et Dalila, Tchaikovsky Eugene Onegin (revival)
- 2016: Bart Oliver!, Puccini La fanciulla del West (revival), Verdi Don Carlo, uma apresentação de Wagner Tristan e Isolda
- 2017: Janáček Jenufa, Wagner Die Walküre, Puccini Tosca, uma noite com Bryn Terfel e Zenaida Yanowsky
- 2018: de Verdi Un ballo in maschera, Rodgers &amp; Hammerstein 's Oklahoma!, Romeu e Julieta de Charles Gounod
- 2019: de Verdi Don Carlo, de Humperdinck Hansel & Gretel, Gershwin 's Porgy & Bess . Uma noite com Joyce DiDonato e uma noite jazz com Simon Keenlyside .
- 2020: Ponchielli 's La Gioconda, Puccini ' s La Bohème, Meet Me in St Louis por Hugh Martin e Ralph Blane e uma estreia mundial: The Life & Death of Alexander Litvinenko com música de Anthony Bolton e libreto de Kit Hesketh-Harvey . Ballet in the Woods: artistas convidados do Royal Ballet .
- 2021: prevista para 10 de junho a 18 de julho, com capacidade limitada a 50% devido à pandemia de Covid-19; o programa inclui novas produções de Kát’a Kabanová, de Janáček, Il turco in Italia, de Rossini, Così fan tutte, de Mozart, e Luisa Miller, de Verdi.[18]